# Sierosławice (Byczyna)

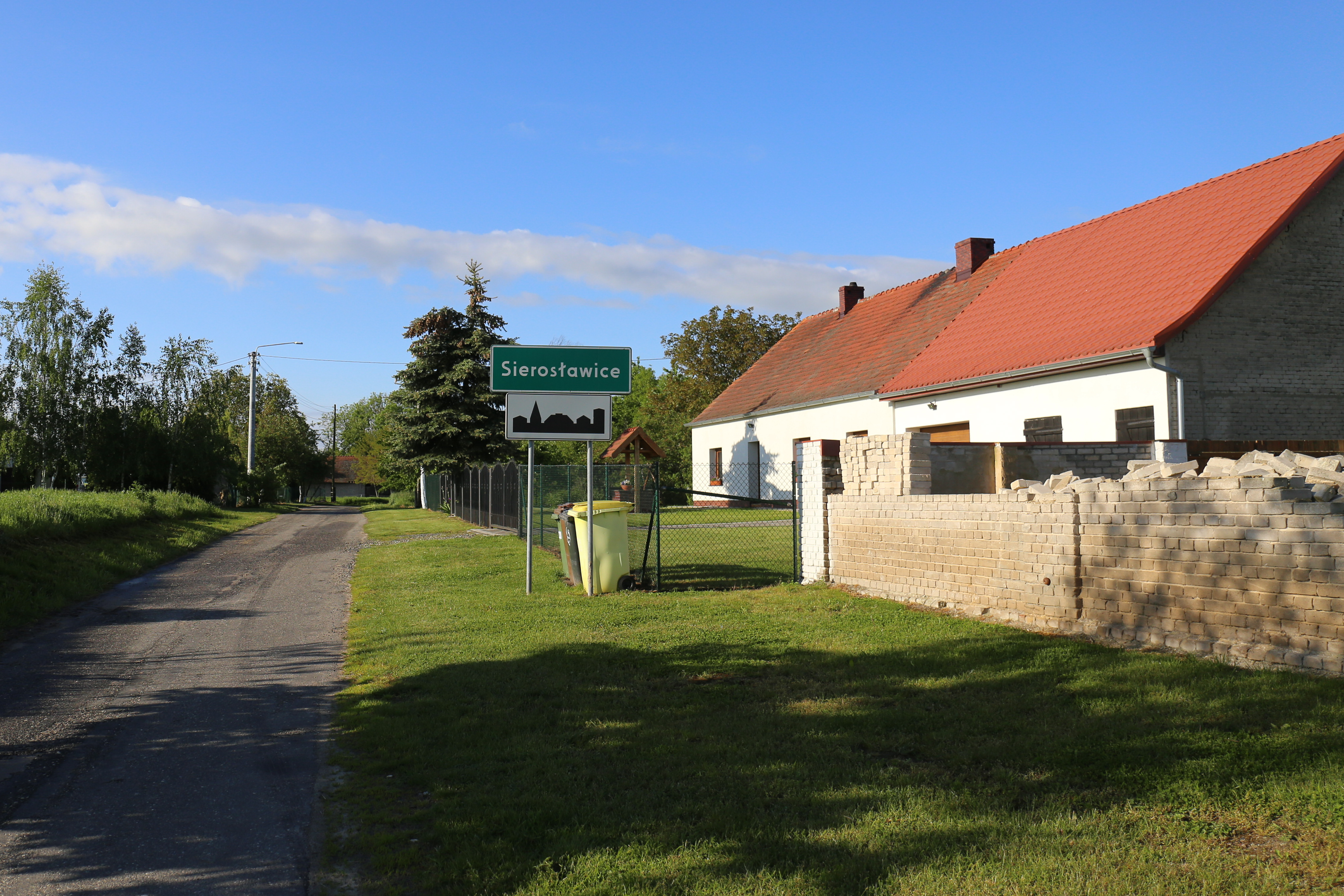
Ortseingang (2021)

Sierosławice  (deutsch Schiroslawitz, auch Schieroslawitz) ist ein Ort der Gmina Byczyna in der Woiwodschaft Opole in Polen.

## Geographie

### Geographische Lage
Sierosławice liegt im nordwestlichen Teil Oberschlesiens im Kreuzburger Land. Ein Kilometer nördlich des Dorfes verläuft die Grenze zur Woiwodschaft Łódź. Das Dorf Sierosławice liegt rund sieben Kilometer östlich vom Gemeindesitz Byczyna, rund 21 Kilometer nördlich der Kreisstadt Kluczbork und etwa 68 Kilometer nordöstlich der Woiwodschaftshauptstadt Opole (Oppeln).

### Nachbarorte
Nachbarorte von Sierosławice sind im Nordwesten Borek (Borek), im Südosten Wojsławice  (Woislawitz) und im Südwesten Roszkowice (Roschkowitz).

## Geschichte

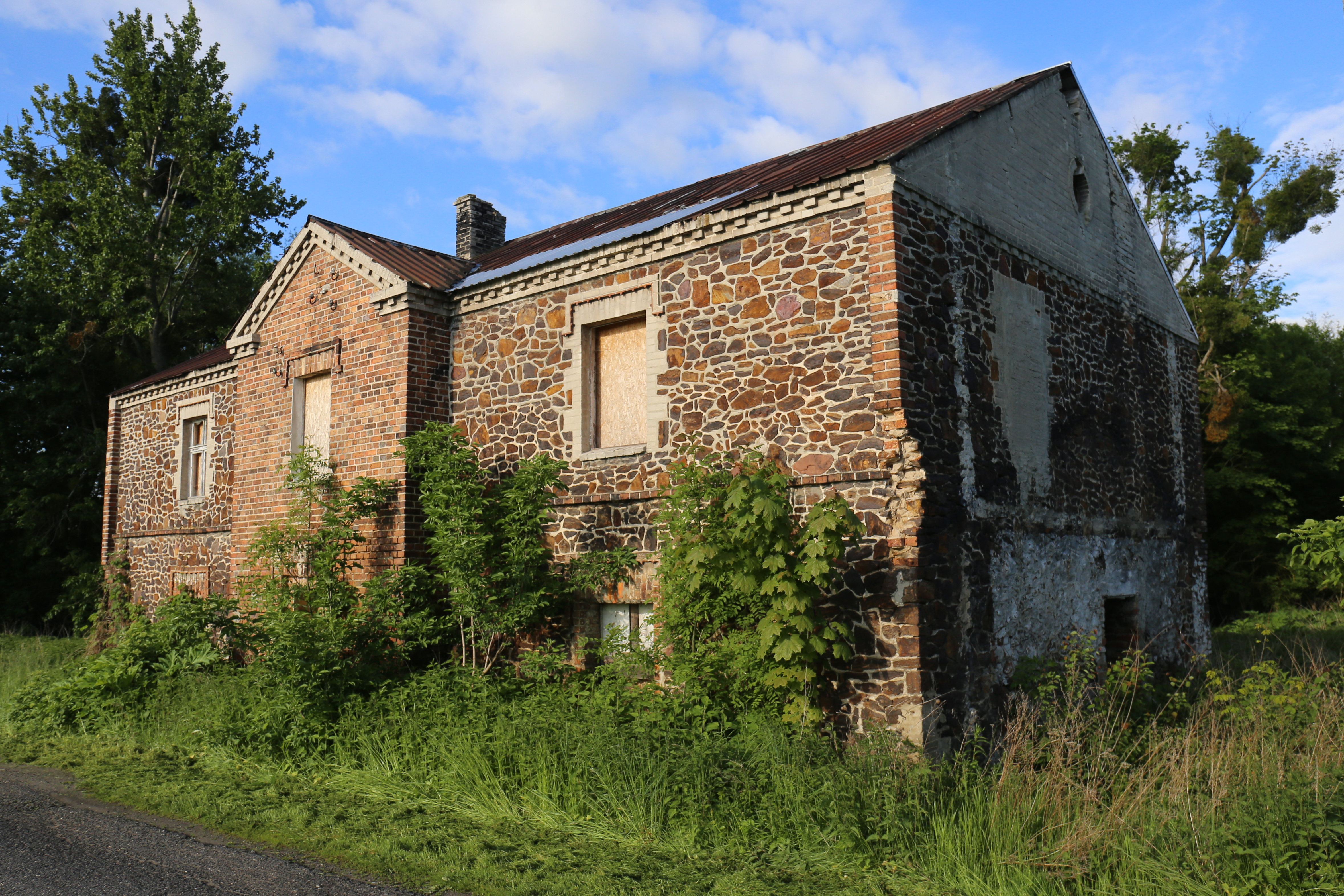
Haus in Sierosławice

Der Ort wird im Jahr 1414 erstmals als Stirczilwicz erwähnt. Der Ortsname leitet sich vom Namen des Gründers ab, Dorf des Sieroslaw.
1845 bestanden im Dorf ein Schloss, eine Brennerei und weitere 21 Häuser. Im gleichen Jahr lebten in Schiroslawitz 200 Menschen, davon 54 katholisch und sechs jüdisch. 1861 lebten in Schiroslawitz 295 Menschen. 1874 wurde der Amtsbezirk Roschkowitz gegründet, zu dem Schiroslawitz eingegliedert wurde.
1933 lebten in Schiroslawitz 288 Menschen. Zum 27. Mai 1936 wurde der Ortsname in Grenzfelde geändert. 1939 lebten 339 Menschen in Grenzfelde. Bis 1945 gehörte das Dorf zum Landkreis Kreuzburg O.S.
Als Folge des Zweiten Weltkriegs fiel Grenzfelde 1945 wie der größte Teil Schlesiens an Polen. Nachfolgend wurde der Ort in Sierosławice umbenannt und der Woiwodschaft Schlesien angeschlossen. 1950 wurde es der Woiwodschaft Opole eingegliedert. 1999 kam der Ort zum neu gegründeten Powiat Kluczborski (Kreis Kreuzburg).